# Duinencross Koksijde

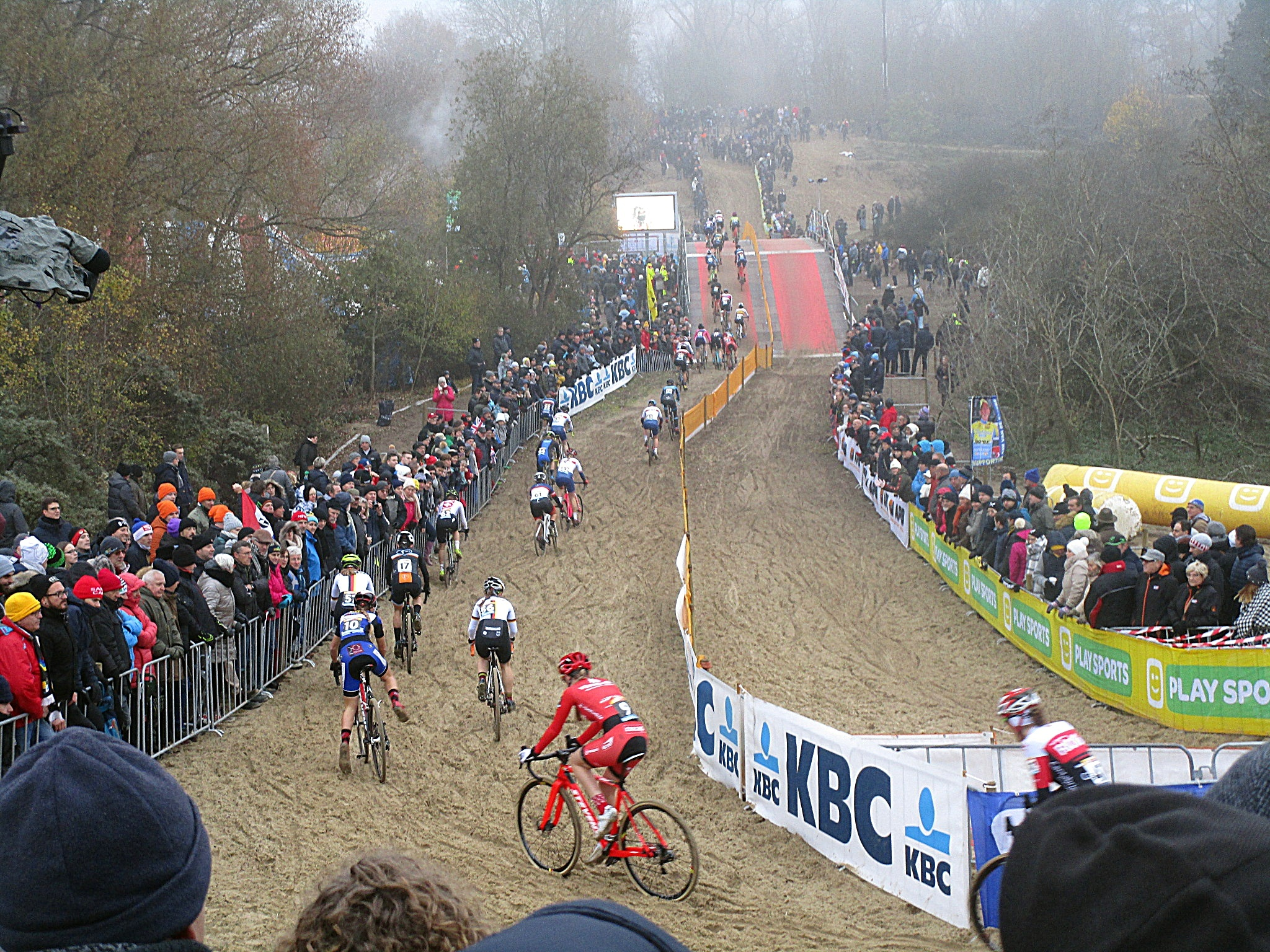
Die Herijgers-Düne während des Weltcups 2018.

Das Duinencross Koksijde ist eines der ältesten belgischen Cyclocrossrennen. Es wird seit 1969 in Koksijde ausgetragen.

## Geschichte
Das Rennen wurde 1969 durch den Koksijdse Véloclub ins Leben gerufen. Von Anbeginn hatte es ein gutes Teilnehmerfeld, die ersten vier Ausgaben wurden von den Weltmeistern und Brüdern Roger und Erik De Vlaeminck gewonnen. Sein Schauplatz befindet sich in den rückwärtigen Dünen des Küstenorts Koksijde, so dass der Parcours von langen Sandpassagen geprägt ist. Die meterhohen, steilen Anstiege im Sand werden von den besten Fahrern auch ohne Absteigen überwunden. Ein Teil des Geländes gehört zu einem Campingplatz, der seine Hütten während des Rennens an Besuchergruppen vermietet. Die Start- und Ziellinie liegt seit 2012 auf dem Gelände des Militärflugplatzes Koksijde.
Zweimal, 1994 und 2012, war der Parcours Schauplatz von Cyclocross-Weltmeisterschaften. Bei letzterer belegten die sieben belgischen Fahrer vor Heimpublikum die ersten sieben Plätze. Die Weltmeister Paul Herijgers und Niels Albert erhielten die Ehrenbürgerschaft der Gemeinde Koksijde, zudem wurde je eine Düne nach ihnen benannt. Die Herijgers-Düne wird pro Runde zweimal passiert und ist die mit Abstand längste Sandpassage. Die Albert-Düne ist die letzte vor dem Ziel und beginnt mit einem kurzen, sehr steilen Anstieg. 2002 und 2018 diente der Parcours den belgischen Meisterschaften.
Dreimal in seiner Geschichte fand das Rennen nicht statt (1977, 2016 und 2020). 2016 wurde die Absage kurzfristig wegen eines Sturms beschlossen. 2020 hätte das Rennen wegen der Corona-Pandemie ohne Publikum stattfinden müssen, was nicht wirtschaftlich gewesen wäre.
Erstmals 1996 war der Duinencross Teil des UCI-Cyclocross-Weltcups, ab 2006 gehörte er fest dazu. Der Termin lag zunächst Ende Dezember und verlagerte sich über die Jahre zum Ende November hin. Die Organisation lag jahrzehntelang beim eingangs genannten Véloclub, der die Verantwortung 2020 an die Gemeinde Koksijde übertrug. Nach dem Weltcup 2021 beschloss die Gemeinde wegen gestiegener Kosten den Ausstieg aus dem Weltcup und schloss sich der X²O Trofee an. Damit ging eine Verlagerung des Termins nach Anfang Januar einher. Aufgrund der Trägerschaft der Gemeinde erhalten deren Bewohner einen reduzierten Eintrittspreis.
Rekordsieger bei den Männern ist Sven Nys mit sieben Erfolgen, bei den Frauen Katherine Compton mit vier. Ein Frauenrennen wurde erstmals 2003 ausgetragen, dann jährlich ab 2007. Weltmeisterin 2012 in Koksijde wurde Marianne Vos.

## Siegerliste

### Männer
- 1969:  Roger De Vlaeminck
- 1970:  Erik De Vlaeminck
- 1971:  Erik De Vlaeminck
- 1972:  Roger De Vlaeminck
- 1973:  Andre Geirlandt
- 1974:  Eric Desruelle
- 1975:  Norbert Dedeckere
- 1976:  Norbert Dedeckere
- 1977: nicht ausgetragen
- 1978:  Robert Vermeire
- 1979:  Robert Vermeire
- 1980:  Jan Teugels
- 1981:  Johan Ghyllebert
- 1982:  Reinier Groenendaal
- 1983:  Yvan Messelis
- 1984:  Yvan Messelis
- 1985:  Roland Liboton
- 1986:  Roland Liboton
- 1987:  Reinier Groenendaal
- 1988:  Danny De Bie
- 1989:  Danny De Bie
- 1990:  Radomír Šimůnek senior
- 1991:  Danny De Bie
- 1992:  Danny De Bie
- 1993:  Erwin Vervecken
- 1994:  Paul Herijgers
- 1995:  Erwin Vervecken
- 1996:  Adrie van der Poel
- 1997:  Richard Groenendaal
- 1998:  Mario De Clercq
- 1999:  Sven Nys
- 2000:  Erwin Vervecken
- 2001:  Richard Groenendaal
- 2002:  Ben Berden
- 2003:  Ben Berden
- 2004:  Erwin Vervecken
- 2005:  Sven Nys
- 2006:  Sven Nys
- 2007:  Sven Nys
- 2008:  Erwin Vervecken
- 2009:  Zdeněk Štybar
- 2010:  Niels Albert
- 2011:  Sven Nys
- 2012:  Sven Nys
- 2013:  Niels Albert
- 2014:  Wout van Aert
- 2015:  Sven Nys

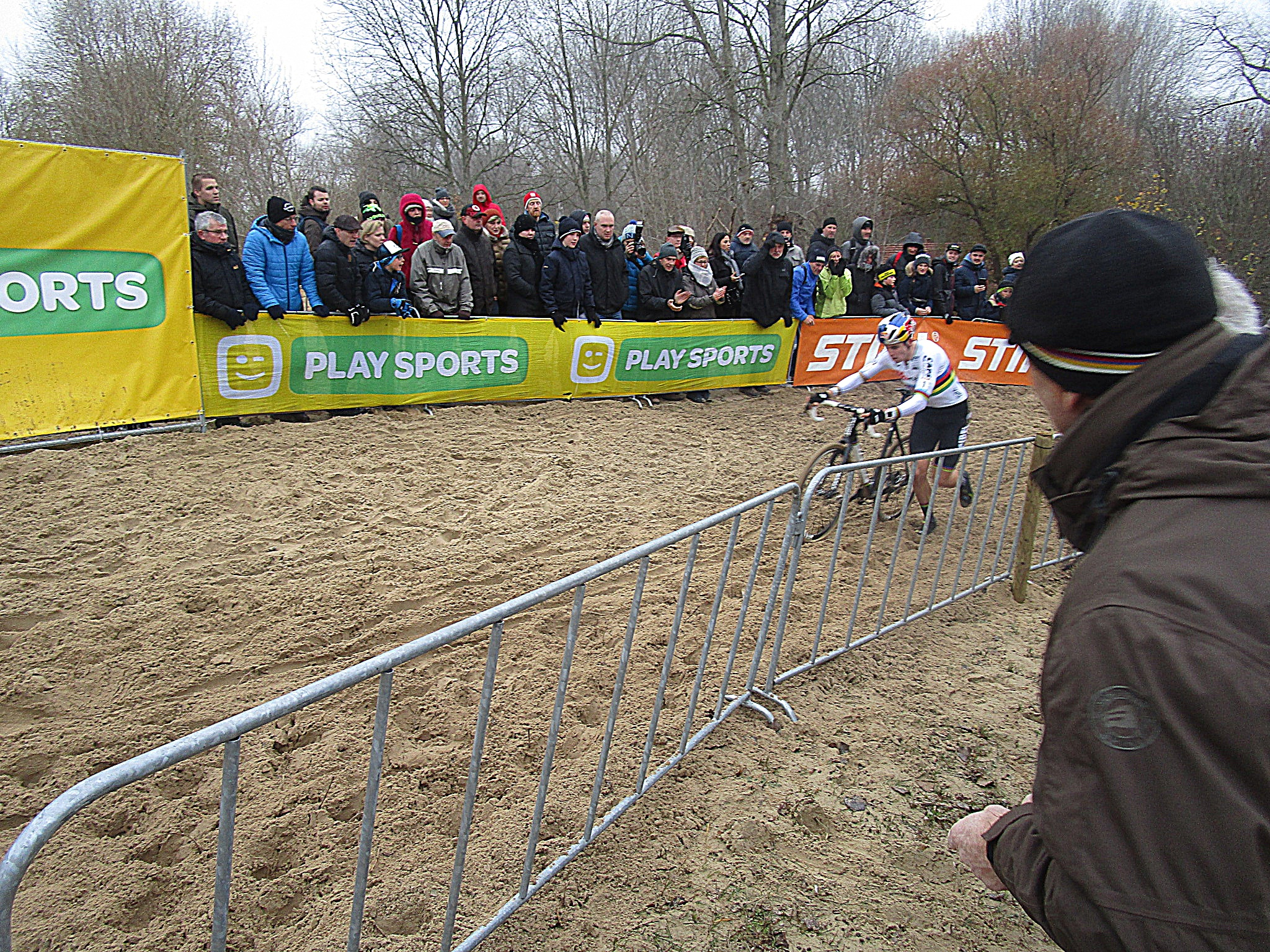
Wout van Aert, Sieger 2014 und 2023, im Laufschritt auf der Albert-Düne.

- 2016: nicht ausgetragen (Unwetter)
- 2017:  Mathieu van der Poel
- 2018:  Mathieu van der Poel
- 2019:  Mathieu van der Poel
- 2020: nicht ausgetragen (Corona-Pandemie)
- 2021:  Eli Iserbyt
- 2023 (Jan):  Wout van Aert
- 2024:  Mathieu van der Poel
- 2025:  Laurens Sweeck

### Frauen
- 2003:  Hanka Kupfernagel
- 2004–2006: nicht ausgetragen
- 2007:  Daphny van den Brand
- 2008:  Katherine Compton
- 2009:  Marianne Vos
- 2010:  Katherine Compton
- 2011:  Daphny van den Brand
- 2012:  Katherine Compton
- 2013:  Katherine Compton
- 2014:  Sanne Cant
- 2015:  Sanne Cant

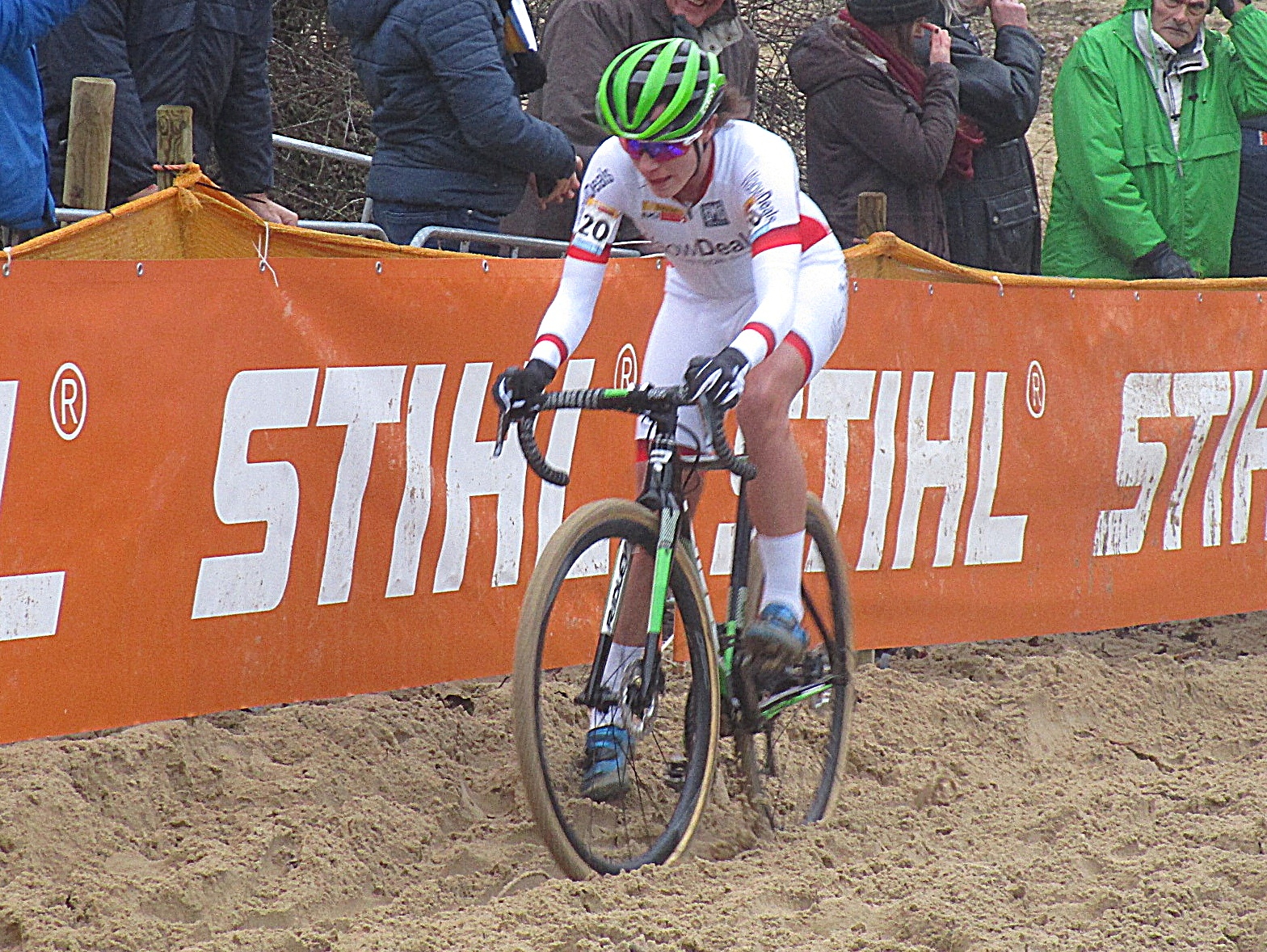
Marianne Vos (hier 2018) gewann den Duinencross 2009 und zudem die WM 2012 auf demselben Parcours.

- 2016: nicht ausgetragen (Unwetter)
- 2017:  Maud Kaptheijns
- 2018:  Denise Betsema
- 2019:  Ceylin del Carmen Alvarado
- 2020: nicht ausgetragen (Corona-Pandemie)
- 2021:  Annemarie Worst
- 2023 (Jan):  Shirin van Anrooij
- 2024:  Fem van Empel
- 2025:  Puck Pieterse